# Verbascum glomerulosum
Verbascum glomerulosum är en flenörtsväxtart som beskrevs av Hub.-mor.. Verbascum glomerulosum ingår i släktet kungsljus, och familjen flenörtsväxter. Inga underarter finns listade i Catalogue of Life.